# País bassari
El País bassari és un element Patrimoni de la Humanitat del Senegal des del 2012.